# وادي نعمان
وادي نَعمان  أو وادي نعمان الأراك أو كما يُسمى "وادي الأدب والحُب"هو أحد أكبر أودية المملكة العربية السعودية. يقع في الجهة الشرقية لمكة المكرمة باتجاه الذاهب الى الطائف، وهو من ديار بني عمرو من قبيلة هذيل قديما وحديثا. ويشتهر الوادي بجمال أجواءه وطبيعة أرضة واثارة القديمة وسمي نعمان من نعمة العيش وهو غضارته وحسنه, ويسمى كذلك نعمان الأراك.

## أهميته التاريخية
وادي نعمان وهو اقدم الاودية على الاطلاق وهو المكان الذي اخذ الله الميثاق من بني أدم فيه وروي عن عبد الله ابن العباس.
| وادي نعمان | إنَّ اللهَ أخذَ الميثاقَ مِن ظهرِ آدمَ بِ ( نعمانَ ) يومَ عرفةَ ، و أخرجَ من صُلبِه كلَّ ذريةٍ ذراها فنثرَهمْ بينَ يديهِ كالذَّرِّ ، ثمَّ كلَّمَهُم قَبَلًا قال : أَلَسْتُ بِرَبِّكُمْ قَالُوا بَلَى | وادي نعمان |

ثم امتلكته قبيلة هذيل منذ العهد الجاهلي حتى اليوم وروي عن النبي صلى الله عليه وسلم في مدح أهله.
| وادي نعمان | نعم المرضعون أهل نعمان | وادي نعمان |

## في الشعر
لوادي نعمان تاريخ طويل منذ العصر الجاهلي، وقد تغنى الشعراء به كثيرًا، فقد قال أبو حيه النميري متغزلا:
وأيضا ذكره مجنون ليلى قيس ابن الملوح في قصيدته المشهورة والتي تبدأ:
حتى يقول:
وقالت الشاعرة الجاهلية أسماء المرية.

## عن الوادي
هو من أكبر أودية مكة المكرمة. وتتكون روافده وتسمى صدور نعمان (الصدر) من :
- وادي الضيقة
- جبال الكر
- الشرى
- وادي يعرج

وله روافد كبار اثناء مسيره مثل:
- عرعر
- صار
- رهجان

وكلها عن يساره وبرم والوصيق عن يمينه وتصب فيه مياه بعض الجبال مثل: جبل كبكب من اليمين، وبلم والخشاع (الخشعة) وقرظة من الشمال. وكل هذه الديار لقبيله هذيل. ثم ينحدر وادي نعمان بشكل شبه مستقيم فيمر جنوب عرفة؛ فإذا تجاوزها اجتمع بوادي عرنة، وزراعته كلها عثرية عدا بعض العيون التي كانت فيه، وقد نضب بعضها، ومن هذه العيون عين زبيدة وهي سقيا أهل مكة وليست صالحة للزراعة، وعين سمار جنوب عرفة ثم جفت، وعين العابدية وقد كانت أيضاً جنوب غربي عرفة وانقطعت اليوم. حُفرت في نعمان آبار كثيرة أنتجت الزروع الوفيرة، واشتهرت جبال نعمان بجودة العسل.

## جبل كبكب
رُبِطَ موقع وادي نعمان بجبل كبكب ويقع هذا الجبل بين وادي نعمان في الجنوب الشرقي وعرنة في الشمال الغربي، كما اشتهر وادي نعمان بشجر الأراك ولا زال هذا الشجر يغطي جزءاً منه، قال عمر بن أبي ربيعة (وهو ابن مكة):
"تخيرتُ من نعمان عودَ أراكةٍ
لهندٍ ولكن من يبلّغه هندا"

## وصلات خارجية
- وادي نعمان «الأراك» و«العسل».. شاهد جديد على هلاك الدواعش.